# Санкт-Петербургское общество художников
Санкт-Петербургское общество художников (1890 —1918) — объединение русских художников академического направления. Оставило заметный след в художественной жизни России конца XIX – начала XX века.

## История
Возникло в 1890 году.
Учредителями Общества были одиннадцать живописцев из группы художников — участников академических выставок 1880-х годов: профессора Лев Лагорио и Арсений Мещерский; академики Алексей Кившенко, Константин Крыжицкий, Иосиф Крачковский и Николай Самокиш; художники Николай Загорский, Алексей Писемский, Николай Сергеев, Василий Навозов и Владимир Казанцев.
К моменту первого заседания Общества, состоявшегося в начале 1891 года, число его членов достигло пятидесяти четырёх.
Первая выставка Общества была открыта 15 мая 1891 года в Москве, и с этого времени было положено начало регулярной выставочной деятельности объединения. Общество устраивало ежегодные выставки в Санкт-Петербурге и Москве, общедоступные «народные выставки» (в 1898 и 1901 годах), выставки в провинции, конкурсы.
За четыре года (1893—1896) на выставках объединения экспонировалось свыше 800 произведений живописи. Картины членов Общества находились среди произведений академической живописи, представленных в составе художественного отдела Всероссийской промышленной и художественной выставки 1896 года в Нижнем Новгороде. Шестую выставку Общества, состоявшуюся в Петербурге в 1897 году, на которой демонстрировалось огромное полотно Генриха Семирадского «Христианская Дирцея в цирке Нерона», посетило за месяц двадцать тысяч человек.
Санкт-Петербургское общество художников было инициатором проведения «народных выставок». В августе 1898 года в здании Конногвардейского манежа была открыта Первая Народная выставка картин, где экспонировалось более пятисот произведений. Организаторами выставки демонстративно подчеркивался её общедоступный, «народный» характер. По данным прессы того времени, выставку посетило свыше шестидесяти тысяч человек, — рекордное количество зрителей для выставочной жизни России конца 1890-х годов.
В стремлении расширить сферу своей популярности, художники Общества активно преодолевали кастовую замкнутость, характерную для академического искусства, более не придерживались иерархии жанров, постепенно разрывая связь с эстетикой классицистической живописи. В этих целях они использовали приемы, найденные художниками — передвижниками, усилиями которых бытовая живопись («жанр») завоевала почётное место в русском искусстве. Подтверждением эволюции позднеакадемического искусства стал факт приглашения в сентябре 1894 года ведущих членов Товарищества передвижных художественных выставок И. Е. Репина, В. Е. Маковского, И. И. Шишкина, А. И. Куинджи, Н. Д. Кузнецова на должности преподавателей — руководителей мастерских Высшего художественного училища при Императорской Академии художеств. К концу 1890-х годов произошло качественное сближение произведений, экспонировавшихся на выставках Санкт-Петербургского общества художников и выставках художников-передвижников. Автор статьи (предположительно В. В. Стасов), посвящённой XXVI выставке передвижников (февраль 1898 года), писал:

«Время и другие обстоятельства… сгладили все резкости, и теперь публика перекочёвывает с академической выставки к передвижникам, не замечая особой разницы между тою и другими»..
Фактором сближения позиций членов Санкт-Петербургского общества художников и художников-передвижников была также общая для них нетерпимость в отношении новейших течений в искусстве (М. А. Врубель, В. А. Серов, В. Э. Борисов — Мусатов, А. Н. Бенуа). Однако, несмотря на постоянное сближение, но никто из передвижников в состав членов Санкт-Петербургского общества художников не вошёл. Наиболее активно участвовали в выставочной деятельности Общества М. Г. Сухоровский, И. С. Галкин, А. С. Егорнов, В. В. Мазуровский, К. Е. Маковский, Э. К. Липгардт, И. А. Пелевин, Р. А. Берггольц, С. В. Бакалович.
Многие члены Санкт-Петербургского общества художников работали в области графики. Они демонстрировали свои графические работы, принимая активное участие в выставочной деятельности «Общества русских акварелистов».
С 1914 года носило название «Петроградское общество художников».
Существовало до 1918 года, за это время устроило 26 выставок. В 1917 году объединяло более 30 членов.

## Список членов общества
- С. В. Бакалович
- Г. К. Бакмансон
- В. П. Батурин
- Г. З. Башинджагиан
- Н. Д. Благовещенский
- Ф. Ф. Бухгольц
- В. В. Беляев
- И. А. Вельц
- П. К. Вениг
- Д. М. Гаврильцев
- П. И. Геллер
- А. А. Гирв
- И. Л. Горохов
- С. С. Егорнов
- Н. П. Загорский
- М. И. Игнатьев
- В. М. Измайлович
- Г. А. Кемминг
- Г. О. Калмыков
- Г. П. Кондратенко
- Н. А. Кошелев
- П. О. Кюфферле
- К. П. Левин
- С. Е. Леднев-Щукин
- В. В. Мазуровский
- М. Л. Маймон
- Н. С. Матвеев
- П. Р. Медем
- В. И. Навозов
- М. И. Пален
- И. А. Пасс
- С. К. Пиотрович
- Р. И. Рашевский
- Г. И. Семирадский
- О. О. Фрейвирт-Лютцов
- Н. И. Шатилов
- С. И. Юнкер-Крамская